# 269232 Tahin
269232 Tahin este un asteroid din centura principală de asteroizi.

## Descriere
269232 Tahin este un asteroid din centura principală de asteroizi. A fost descoperit pe 21 august 2008 la Piszkesteto de Krisztián Sárneczky. Asteroidul prezintă o orbită caracterizată de o semiaxă mare de 3,03 ua, o excentricitate de 0,09 și o înclinație de 1,8° în raport cu ecliptica.